# Julia Angster
Julia Angster (* 9. Januar 1968 in Biberach an der Riß) ist eine deutsche Historikerin.
Von 1987 bis 1994 studierte sie Geschichts- und Politikwissenschaft an den Universitäten Tübingen und Oxford (St John’s College). Von 1995 bis 2007 war sie wissenschaftliche Mitarbeiterin bzw. Assistentin am Seminar für Zeitgeschichte in Tübingen. Nach der Promotion 2000 an der Universität Tübingen mit einer von Anselm Doering-Manteuffel betreuten Arbeit zur Westernisierung von SPD und DGB war sie 2005/2006 wissenschaftliche Mitarbeiterin am German Historical Institute London. Nach der Habilitation 2008 in Tübingen zur maritimen Ordnungspolitik der Royal Navy in Übersee im 18. und 19. Jahrhundert vertrat sie von 2008 bis 2010 Lehrstühle in Marburg, an der Humboldt-Universität Berlin und in Mannheim. Von 2010 bis 2012 war sie W3-Professorin für die Geschichte Großbritanniens und Nordamerikas an der Universität Kassel. Seit 2012 ist sie W3-Professorin für Neuere und Neueste Geschichte an der Universität Mannheim. Sie ist seit 2020 ordentliches Mitglied der Historischen Kommission der Bayerischen Akademie der Wissenschaften.

## Schriften (Auswahl)
- Konsenskapitalismus und Sozialdemokratie. Die Westernisierung von SPD und DGB (= Ordnungssysteme. Band 13). Oldenbourg, München 2003, ISBN 3-486-56676-8.
- Die Bundesrepublik Deutschland 1963–1982. Wissenschaftliche Buchgesellschaft, Darmstadt 2012, ISBN 978-3-534-18457-6.
- Erdbeeren und Piraten. Die Royal Navy und die Ordnung der Welt 1770–1860. Vandenhoeck & Ruprecht, Göttingen 2012, ISBN 3-525-30037-9.
- mit Dieter Gosewinkel, Christoph Gusy: Staatsbürgerschaft im 19. und 20. Jahrhundert. Mohr, Tübingen 2019, ISBN 3-16-156982-2.